# Coppa del Mondo di slittino 1978
La Coppa del Mondo di slittino 1977/78, prima edizione della manifestazione organizzata dalla Federazione Internazionale Slittino, ebbe inizio il 3 dicembre 1977 a Königssee, nella Repubblica Federale Tedesca, e si concluse il 4 marzo 1978 nella stessa località tedesca. Furono disputate 12 gare, quattro per ogni tipologia (singolo uomini, singolo donne ed il doppio) in 3 differenti località. Nel corso della stagione si tennero anche i Campionati mondiali di slittino 1978 a Imst, in Austria, ed i Campionati europei di slittino 1978 ad Hammarstrand, in Svezia, competizioni non valide ai fini della Coppa del Mondo.
Le coppe di cristallo, trofeo conferito ai vincitori del circuito, furono assegnate ai tedeschi dell'Ovest Anton Winkler e Regina König per quanto concerne le classifiche del singolo uomini e del singolo donne mentre la coppia italiana Peter Gschnitzer e Karl Brunner si aggiudicò la vittoria del doppio.

## Risultati
| Data               | Località     | Nazione        | Specialità       | Primi classificati                                 | Secondi classificati                               | Terzi classificati                                                  |
| ------------------ | ------------ | -------------- | ---------------- | -------------------------------------------------- | -------------------------------------------------- | ------------------------------------------------------------------- |
| 3-4 dicembre 1977  | Königssee    | Germania Ovest | Donne – Singolo  | Andrea Fendt Germania Ovest                        | Elisabeth Demleitner Germania Ovest                | Amanda Pfeiffer Germania Ovest                                      |
| 20 dicembre 1977   | Königssee    | Germania Ovest | Uomini – Singolo | Paul Hildgartner Italia                            | Anton Winkler Germania Ovest                       | Karl Brunner Italia                                                 |
| 3-4 dicembre 1977  | Königssee    | Germania Ovest | Uomini – Doppio  | Peter Gschnitzer Karl Brunner Italia               | Hans Stanggassinger Franz Wembacher Germania Ovest | Hans Brandner Balthasar Schwarm Germania Ovest                      |
| 28-29 gennaio 1978 | Igls         | Austria        | Donne – Singolo  | Andrea Fendt Germania Ovest                        | Elke Djan Germania Ovest                           | Regina König Germania Ovest                                         |
| 28-29 gennaio 1978 | Igls         | Austria        | Uomini – Singolo | Karl Brunner Italia                                | Anton Winkler Germania Ovest                       | Paul Hildgartner Italia                                             |
| 28-29 gennaio 1978 | Igls         | Austria        | Uomini – Doppio  | Hans Brandner Balthasar Schwarm Germania Ovest     | Stefan Hölzlwimmer Rudolf Größwang Germania Ovest  | Rudolf Schmid Albert Graf Austria                                   |
| 4-5 febbraio 1978  | Hammarstrand | Svezia         | Donne – Singolo  | Roswitha Stenzel Germania Est                      | Margit Schumann Germania Est                       | Elisabeth Demleitner Germania Ovest e Vera Zozulja Unione Sovietica |
| 4-5 febbraio 1978  | Hammarstrand | Svezia         | Uomini – Singolo | Dettlef Günther Germania Est                       | Hans Rinn Germania Est                             | Anton Winkler Germania Ovest                                        |
| 4-5 febbraio 1978  | Hammarstrand | Svezia         | Uomini – Doppio  | Bernd Hahn Ulrich Hahn Germania Est                | Peter Gschnitzer Karl Brunner Italia               | Hans Rinn Norbert Hahn Germania Est                                 |
| 4-5 marzo 1978     | Königssee    | Germania Ovest | Donne – Singolo  | Margit Schumann Germania Est                       | Roswitha Stenzel Germania Est                      | Angelika Schafferer Austria                                         |
| 4-5 marzo 1978     | Königssee    | Germania Ovest | Uomini – Singolo | Hans Rinn Germania Est                             | Dettlef Günther Germania Est                       | Anton Winkler Germania Ovest                                        |
| 4-5 marzo 1978     | Königssee    | Germania Ovest | Uomini – Doppio  | Hans Stanggassinger Franz Wembacher Germania Ovest | Hans Rinn Norbert Hahn Germania Est                | Peter Gschnitzer Karl Brunner Italia                                |

## Classifiche

### Singolo uomini
| Pos. | Nome             | Nazione        |
| ---- | ---------------- | -------------- |
| 1    | Anton Winkler    | Germania Ovest |
| 2    | Paul Hildgartner | Italia         |
| 3    | Manfred Schmid   | Austria        |
| 3    | Gerd Böhmer      | Germania Ovest |

### Singolo donne
| Pos. | Nome                | Nazione        |
| ---- | ------------------- | -------------- |
| 1    | Regina König        | Germania Ovest |
| 2    | Andrea Fendt        | Germania Ovest |
| 3    | Angelika Schafferer | Austria        |
| 3    | Margit Schumann     | Germania Est   |
| 3    | Roswitha Stenzel    | Germania Est   |

### Doppio
| Pos. | Nome                               | Nazione        |
| ---- | ---------------------------------- | -------------- |
| 1    | Peter Gschnitzer Karl Brunner      | Italia         |
| 2    | Hans Brandner Balthasar Schwarm    | Germania Ovest |
| 3    | Stefan Hölzlwimmer Rudolf Größwang | Germania Ovest |